# 安次嶺奈菜子
安次嶺 奈菜子（あしみね ななこ、1986年1月13日 - ）は、沖縄県出身のシンガーソングライター。
高校生から沖縄県で、モデルやタレントとして活動。2006年1月25日に日本クラウンより「卒業〜さよならは言えない〜」でメジャー・デビュー。沖縄県のチャートで1位を獲得。

## ディスコグラフィー

### シングル
- 卒業〜さよならは言えない〜（2006年1月25日）『19borders』挿入歌。
  1. 卒業 〜さよならは言えない〜
  2. 未熟者の歌
- ふたりぼっち（2006年5月24日）「ふじっ子煮」CMソング。
  1. ふたりぼっち
  2. それだけで…
  3. 泣きたいのに泣けない

### アルバム
- 愛アイちゃんぷる〜（2007年4月4日）
  1. 卒業～さよならは言えない〜
  2. アンマー（ウチナーVer.）
  3. 愛アイちゃんぷる〜
  4. あなたのそばで 【フジテレビ系「奇跡体験!アンビリバボー」エンディングテーマ】
  5. ふたりぼっち
  6. Blue
  7. 君は君だから
  8. 手紙〜わたしのお守り〜
  9. 卒業〜さよならは言えない〜（美らVer.）